# Sexcrime (Nineteen Eighty-Four)
Sexcrime (Nineteen Eighty-Four) – singel brytyjskiego duetu Eurythmics, wydany w 1984 roku.

## Ogólne informacje
Piosenka była pierwszym z dwóch singli wydanych ze ścieżki dźwiękowej do filmu 1984. Kompozycja, utrzymana w żywym, synthpopowym tempie, okazała się sporym hitem w Wielkiej Brytanii. W USA utwór „Sexcrime” nie stał się przebojem. Prowokacyjny tytuł spowodował, że stacje radiowe niechętnie grały singel, a MTV niezbyt często emitowała teledysk. Na stronie B singla wydano piosenkę „I Did It Just The Same”.

## Teledysk
Teledysk został nakręcony przez Chrisa Ashbrooka. Zawierał sceny z zespołem wykonującym tytułową piosenkę, przeplecione ujęciami z filmu.

## Pozycje na listach przebojów
| Kraj              | Pozycja |
| ----------------- | ------- |
| Wielka Brytania   | 4       |
| Stany Zjednoczone | 81      |
| Kanada            | 18      |
| Irlandia          | 4       |
| Niemcy            | 3       |
| Szwajcaria        | 6       |
| Holandia          | 12      |
| Włochy            | 25      |
| Francja           | 7       |
| Szwecja           | 3       |
| Norwegia          | 9       |
| Australia         | 5       |
| Nowa Zelandia     | 8       |

## Certyfikaty i sprzedaż
| Kraj                  | Certyfikat    | Sprzedaż |
| --------------------- | ------------- | -------- |
| Wielka Brytania (BPI) | srebrna płyta | 250 000+ |